# Pașcenkove, Bilopillea
Pașcenkove (în ucraineană Пащенкове) este un sat în așezarea urbană Jovtneve din raionul Bilopillea, regiunea Sumî, Ucraina.

## Demografie
Componența lingvistică a localității Pașcenkove
     Ucraineană (98,23%)
     Alte limbi (1,76%)
Conform recensământului din 2001, majoritatea populației localității Pașcenkove era vorbitoare de ucraineană (98,23%), existând în minoritate și vorbitori de alte limbi.